# Åh, en sån onsdag
Åh, en sån onsdag (engelska: The Sin of Harold Diddlebock) är en amerikansk komedifilm från 1947 i regi av Preston Sturges. Huvudrollen spelas av Harold Lloyd, i övriga roller ses bland andra Jimmy Conlin, Raymond Walburn, Rudy Vallee, Edgar Kennedy, Franklin Pangborn, J. Farrell MacDonald, Robert Dudley, Robert Greig, Lionel Stander och lejonet Jackie. Filmen kom att få nypremiär 1950 som Mad Wednesday.

## Handling
Drygt tjugo år efter sina segrar som förstaårselev på fotbollsplanen på universitetet i Heja! Heja! Heja! är Harold numera en blid medelålders kontorist. Han när en dröm om att få gifta sig med Miss Otis, flickan vid skrivbordet längst ner längs kontorsgången. Men han mister sitt arbete och drömmen ödeläggs. 
Harold tar avsked och ger Miss Otis den redan inköpta förlovningsringen som han hade, då han även hade planerat att gifta sig med var och en av hennes sex äldre systrar (Hortense, Irma, Harriet, Margie, Claire och Rosemary) som alla hade innehaft platsen före henne. 
När han försöker dränka sina sorger på kvarterskrogen finner Harold en särskilt stark dryck, vilket sänder ut honom på ett mycket märkligt och vanvettigt upptåg på stan (med ett lejon i släptåg). Han blir minst sagt som förbytt, börjar spela och vinna pengar, blir fängslad – och det är ändå inte de galnaste delarna av alla de äventyr han plötsligt ger sig in på...

## Om filmen
Åh, en sån onsdag har visats i SVT, bland annat i december 2019 och i oktober 2023.

## Rollista
- Harold Lloyd – Harold Diddlebock
- Jimmy Conlin – Wormy
- Raymond Walburn – E.J. Waggleberry
- Rudy Vallee – Lynn Sargent
- Edgar Kennedy – Jake, bartendern
- Arline Judge – manikyrist
- Franklin Pangborn – Formfit Franklin
- Lionel Stander – Max
- Margaret Hamilton – Flora
- Jack Norton – James R. Smoke
- Robert Dudley – Robert McDuffy
- Arthur Hoyt - J.P. Blackstone
- Julius Tannen – närsynt bankman
- Al Bridge – Wild Bill Hickock
- Robert Greig – Algernon McNiff
- Georgia Caine – skäggiga damen
- Torben Meyer – barberare med mustasch
- Victor Potel – Prof. Potelle
- Frances Ramsden – Frances Otis